# Яблуневе (Броварський район)
Яблуне́ве —  село в Україні, в Броварському районі Київської області. Населення становить 767 осіб. Входить до складу Березанської міської громади.

## Історія
8 січня 1971 р. був виданий Указ Президії Верховної Ради УРСР «Про присвоєння найменувань окремим населеним пунктам Київської області», відповідно до якого присвоєно найменування поселенню центральної садиби радгоспу «Хмельовик» — село Яблуневе.
До 12 червня 2020 року було центром Яблунівської сільської ради.

## Населення
Згідно з переписом УРСР 1989 року чисельність наявного населення села становила 744 особи, з яких 341 чоловік та 403 жінки.
За переписом населення України 2001 року в селі мешкало 766 осіб.

### Мова
Розподіл населення за рідною мовою за даними перепису 2001 року:
| Мова       | Відсоток |
| ---------- | -------- |
| українська | 90,48 %  |
| вірменська | 7,43 %   |
| російська  | 1,69 %   |
| білоруська | 0,26 %   |